# Station Niewodnica Kościelna
Station Niewodnica Kościelna is een spoorwegstation in de Poolse plaats Niewodnica Kościelna.